# Carmiña Gallo
Carmiña Gallo (Bogotà, Cundinamarca, 26 d'agost de 1939 - ibídem, 21 de gener de 2004) va ser una soprano colombiana, que es va destacar en la interpretació de l'òpera, la sarsuela i la música colombiana.

## Biografia
Inicia els seus estudis de música en el Conservatori Nacional, on també va aprendre piano, clarinet, cant i adreça coral, obtenint els títols de cantant concertista i adreça coral. També va realitzar un postgrau en cant i un altre de Preparació a l'Art Líric al Conservatori de Santa Cecília de Roma.
La seva carrera docent va començar en 1964 en el Conservatori de Música de la Universitat Nacional de Colòmbia, i ja en 1965 havia organitzat una versió concerto del primer acte de Les noces de Fígaro, amb la participació de l'orquestra del mateix conservatori i la direcció del mestre Rothstein.
En 1983, és nomenada Ambaixadora Cultural ad honorem, de Colòmbia a Itàlia, títol que va mantenir fins a la seva defunció en 2004.
Va dirigir el Cor de l'Institut Colombià de Cultura,i sota la seva direcció el Cor Filharmònic de Bogotà va obtenir el segon premi en el Concurs Internacional Orlando di Lasso, celebrat a Roma en 1995.
En 1992 va fundar al costat del seu espòs, Alberto Upegui, exdirector de la Radiodifusora Nacional de Colombia, la companya d'espectacles musicals Clásicas del Amor i en 1995 iniciaren el programa de presentacions de música colombiana i llatinoamericana "Las clásicas del amor". En 1997, també amb el seu espòs, va fundar la Corporación Artística y Cultural Carmiña Gallo, institució sense ànim de lucre que treballa per al desenvolupament artístic i cultural de les comunitats colombianes.
El govern colombià li va atorgar en 1997 l'Orde de la Democràcia Simón Bolívar.

## Discografia
Va gravar cinc discos, dos d'ells guardonats: el de l'OEA per al llançament de la seva Colección de Música Latinoamericana, i el de folklore colombià que li va merèixer un dels Premis Ondas 1982.